# Cố Trường Vệ
Cố Trường Vệ (tiếng Trung: 顾长卫, sinh ngày 12 tháng 12 năm 1957) là nhà quay phim kiêm đạo diễn điện ảnh người Trung Quốc. Ông được coi là một trong những nhà quay phim tiêu biểu nhất của nền điện ảnh Trung Quốc hiện nay.

## Sự nghiệp
Năm 1978 ông trúng tuyển vào Khoa quay phim của Học viện Điện ảnh Bắc Kinh và trở thành một trong những đạo diễn thuộc thế hệ thứ năm của điện ảnh Trung Hoa.
Năm 1982 Cố Trường Vệ bắt đầu sự nghiệp với vai trò trợ lý quay phim tại xưởng phim Tây An. Năm 1988 khi Trương Nghệ Mưu đạo diễn phim đầu tay “Cao lương đỏ” ông phụ trách quay phim chính, bộ phim giúp ông lấy được giải Kim Kê cho hạng mục quay phim xuất sắc nhất.
Năm 1993 ông đảm nhận vị trí quay phim cho “Bá Vương Biệt Cơ”. Cố Trường Vệ cùng Trần Khải Ca đưa cả một giai đoạn biến động trong xã hội, văn hóa của Trung Quốc qua ống kính tạo nên những thước phim tinh tế tỷ mỷ, bộ phim giúp Cố Trường Vệ lấy được đề cử quay phim xuất sắc nhất tại giải Oscar lần thứ 66.
Năm 2005 Cố Trường Vệ lấn sân sang lĩnh vực làm đạo diễn với bộ phim đầu tay “Khổng Tước”  bộ phim đã giành được Giải thưởng lớn của Ban Giám khảo tại Liên hoan phim Quốc tế Berlin năm 2005. Các bộ phim nghệ thuật sau này của ông như "Lập Xuân”, “Yêu nhất”,.. cũng đều giành được sự đánh giá cao từ giới chuyên môn. Cố Trường Vệ từng được Eastman bình chọn trong danh sách 100 nhà quay phim – nhiếp ảnh xuất sắc nhất thế giới với lời bình ngắn gọn về phong cách quay phim “Cuộc đời trần tục qua ống kính của Cố đầy thi vị. Thi vị nhưng vẫn rất đời”.

## Tác phẩm

### Đạo diễn hình ảnh
| Năm  | Phim                       | Tên tiếng Trung | Đạo diễn        |
| ---- | -------------------------- | --------------- | --------------- |
| 1987 | Cao lương đỏ               | 红高粱          | Trương Nghệ Mưu |
| 1987 | Hài tử vương               | 孩子王          | Trần Khải Ca    |
| 1989 | Đại hào mĩ châu báo        | 代号美洲豹      | Trương Nghệ Mưu |
| 1990 | Cúc Đậu                    | 菊豆            | Trương Nghệ Mưu |
| 1991 | Vừa đi vừa hát             | 边走边唱        | Trần Khải Ca    |
| 1993 | Bá vương biệt Cơ           | 霸王别姬        | Trần Khải Ca    |
| 1993 | Đại lộ                     | 大路            | Châu Hiểu Văn   |
| 1994 | Dưới sức nóng mặt trời     | 阳光灿烂的日子  | Khương Văn      |
| 1995 | Lan lăng vương             | 兰陵王          | Hồ Tuyết Hoa    |
| 1997 | The Gingerbread Man        | NA              | Robert Altman   |
| 1998 | Tình yêu cuối cùng         |                 | Ankie Lau       |
| 1998 | Hurlyburly                 | NA              | Anthony Drazan  |
| 2000 | Quỷ dữ trước cổng          | 鬼子来了        | Khương Văn      |
| 2000 | Mùa thu ở New York         | NA              | Trần Xung       |
| 2005 | "Song Song and Little Cat" | NA              | Ngô Vũ Sâm      |

### Đạo diễn điện ảnh
| Năm  | Phim                    | Tên tiếng Trung |
| ---- | ----------------------- | --------------- |
| 2005 | Khổng Tước              | 孔雀            |
| 2007 | Lập Xuân                | 立春            |
| 2011 | Yêu nhất                | 最爱            |
| 2014 | Tình Yêu Thời Công Nghệ | 微爱之渐入佳境  |
| 2018 | Nice to Meet You        |                 |
| 2021 | Thích vị                |                 |